# Bibliothèque des littératures d'aventures
Pour les articles homonymes, voir BILA.
Le Centre S.-A. Steeman, Bibliothèque des Littératures d'Aventures (dont le sigle est BiLA), est, en Belgique, un lieu de recherche et de consultation de documents sur les paralittératures et le cinéma. Il a été créé en 1983 par Jean-Marie Graitson dans la bibliothèque de Mehagne (commune de Chaudfontaine en Belgique) pour laquelle il travaillait.
Ce centre de documentation-médiathèque, consacré à la paralittérature et à ses prolongements médiatiques (cinéma, séries télévisées, jeux vidéos, etc.), porte le nom de Stanislas-André Steeman (1908-1970), auteur belge de romans policiers célèbres dont Légitime défense (au cinéma : Quai des Orfèvres), L'assassin habite au 21. Cet intérêt pour les paralittératures participe d'un mouvement plus massif, inauguré dans les années 1970 par la sociologie de la littérature (notamment grâce à des intellectuels tels Pierre Bourdieu ou le philologue Jacques Dubois, université de Liège, et son Institution de la littérature : introduction à une sociologie. Il est à comparer avec la Bilipo (littératures policières) à Paris, la Maison d'Ailleurs (sciences fiction ; utopies) à Yverdon (Suisse) et la Bibliothèque Universitaire de Limoges pour les littératures populaires. 
À l'instar de ces intellectuels, le Centre Steeman souhaite donner aux paralittératures la place qui leur revient dans la production culturelle. En effet, elles doivent pouvoir être lues sans que le lecteur en soit gêné (d'où la présence de nombreuses fictions) et être étudiées en tant que telles (multitude d'ouvrages critiques, qui varient en fonction du public auquel ils sont destinés). Le fait qu'une institution soit consacrée entièrement à ces ouvrages, à cette littérature de gare, n'est dès lors pas sans importance.

## La paralittérature
Sous cette dénomination sont regroupés divers genres littéraires qui demeurent, pour l'institution universitaire, marginales, mais qui fédèrent un très grand nombre de lecteurs. Longtemps ces littératures ont été nommées littératures populaires. Wikipédia relève ainsi les formes suivantes, dans une liste qui n'est pas exhaustive : 
- la littérature spéculative (le roman policier, le roman de science-fiction, le fantastique, l'utopie et la dystopie) ;
- la littérature de l'aventure (roman d'espionnage, roman d'aventures et de western) ;
- la littérature à tendance psychologique (roman sentimental, roman rose, roman érotique, roman  pornographique) ;
- la littérature iconique (roman-photo, bande dessinée, roman graphique) ;
- la littérature documentée (roman historique, roman chronique et roman rural).

Pour davantage d'explications, il est conseillé de se reporter à l'article consacré aux paralittératures. 

## Catégories présentées par le Centre Steeman
Désormais, le Centre S.-A. Steeman, Bibliothèque des Littératures d'Aventures, développe, outre le cinéma, cinq genres paralittéraires (sous la forme de fictions - BD, romans, nouvelles - et d'études) :
- roman policier ;
- roman sentimental ;
- roman d'aventures et roman historique ;
- science-fiction et heroic fantasy
- roman fantastique et de terreur.

## Activités
Le Centre Steeman occupe une position de carrefour. En effet, le public concerné par la paralittérature est très varié.
À chaque groupe de lecteurs correspond des activités mises en place par le Centre, en collaboration avec d'autres institutions :
1. Pour les curieux et amateurs de paralittératures au sens strict du terme (par exemple, ils lisent des romans policiers pour leur plaisir) : ateliers d'écriture, stages de jeux de rôles, ciné-conférences, notamment avec la collaboration du Festival du Film Policier de Liège
2. Pour les passionnés bibliophiles de littérature populaire : prêts d'ouvrages rares
3. Pour les universitaires : colloques et publications avec la Maison d'édition du Cefal
4. Pour les bibliothécaires: services proposés à l'ensemble du réseau public (expositions itinérantes, expositions virtuelles, colis de livres thématiques, séminaires de formation continuée, reconnus par la Communauté française, section lecture publique (CLPCF))

Le Centre sert aussi de lieu de formation aux étudiants en "bibliothéconomie" et "bibliologie" de l'université de Liège, qui y accomplissent des stages.